# Phormictopus australis
Phormictopus australis là một loài nhện trong họ Theraphosidae.
Loài này thuộc chi Phormictopus. Phormictopus australis được Cândido Firmino de Mello-Leitão miêu tả năm 1941.